# Ludgero
San Ludgero (también Lüdiger o Liudger) (Zuilen cerca Utrecht, c. 742-Billerbeck, 26 de marzo de 809) fue un misionero de frisios y sajones, fundador de la Abadía de Werden y el primer obispo de Münster en Westfalia.

## Biografía

### Primeros años y ordenación
Los padres de Ludgero, Thiadgrim y Liafburg, eran unos ricos frisios de ascendencia noble. En 753 Ludgero vio al gran apóstol de Alemania, San Bonifacio, que, junto con el martirio consiguiente del santo, le provocó una profunda impresión. Fue enviado a la Escuela de la Catedral de Utrecht (Martinsstift), fundada por San Gregorio en 756 o 757. En 767, Gregorio, que no deseaba el título episcopal, envió a Aluberto, que fue a Inglaterra para asistir en su trabajo misionero, a York para ser consagrado obispo. Ludgero lo acompañó para ser ordenado diácono y estudió junto de Alcuino, pero después de un año volvió a Utrecht.
En 772, volvió a casa en medio de una creciente tensión entre anglosajones y frisios. Estuvo impartiendo clases en el Martinsstift hasta la muerte de Gregorio en 775, cuya memoria honró con la redacción de su biografía (Vita Gregorii). Fue enviado a Deventer para reconstruir la capilla destruida por los sajones paganos y para encontrar las reliquias de San Lebuino, que había trabajado allí como misionero, había construido la capilla y había fallecido en 775. Ludgero volvió posteriormente a dar clases en el Martinsstift, y más tarde recibió órdenes para ir al norte a destruir las plazas paganas de Lauwers Zee.

### Holanda
Después de que Ludgero fuera enviado a Colonia el 7 de julio de 777 las misiones de Ostergau (o Ostracha, Frisia) fueron atribuidas a su protección. Cada otoño volvía a Utrecht para enseñar en la escuela catedralicia. Trabajó así durante siete años, hasta que Viduquindo en 784 le convenció para que escapara junto un grupo de misioneros de las tierras frisias, que por aquella época estaban quemando iglesias y alabando a dioses paganos.

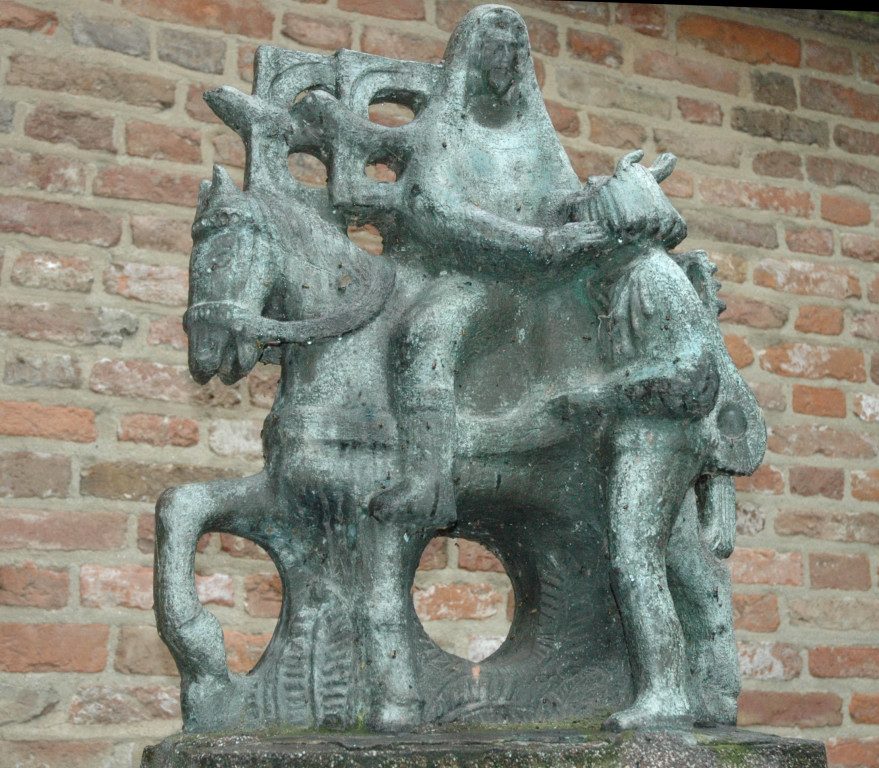
Ludgero (estatua de Lochem, Güeldres).

Ludgero escapó junto a sus discípulos, y en 785 visitó Roma, donde fue recibido por el papa Adriano I, que le dio la bendición y nuevos poderes y facultades. Desde Roma fue a Montecasino, donde vivió acorde con la Regla de San Benito. La sumisión a las órdenes de Viduquindo y la llegada de Carlomagno a Montecasino en 787, puso fin a la estancia de Ludgero en este sitio de retiro. Fue enviado como misionero a diferentes distritos cerca del río Lauwers, cerca de los estuarios de Hunze, Fivel y Ems, que había sido ocupada por los paganos. Comenzó su trabajo con energía renovada y con la ventaja de conocer la lengua y los hábitos del pueblo, por lo que las conversiones fueron en aumento.
Trabajó en otros sitios de la isla de Bant. Visitó Heligoland (Fossitesland), donde San Willibrord había predicado. Allí destruyó los restos de paganismo y construyó una iglesia. A su regreso, se encontró con un ciego llamado Bernlef, el último de los escaldos frisios, que le curó de su ceguera y le hizo abrazar el cristianismo.

### Westfalia y Sajonia
En 793 Carlomagno quiso nombrarle arzobispo de Tréveris, pero Ludgero lo rechazó dedicándose a la evangelización de los sajones. Carlomagno aceptó y le envió al noroeste de Sajonia para su misión. El monasterio de San Ludgero en Helmstedt fue fundado como parte de la actividad misionera de esta parte de Alemania.
Como  Mimigernaford (Mimigardeford o Miningarvard) había sido designada el centro del nuevo distrito, Ludgero construyó un monasterio allí, por el que tomaría nombre de Münster. Allí vivió junto a sus monjes según la regla de San Crodegango de Metz, que en 789 obligó a seguir sus normas en los territorios francos. También construyó una capilla en las orillas del río Aa en honor a la Virgen María, así como las iglesias de Billerbeck, Coesfeld, Hersfeld, Nottuln y otras. Cerca de la Iglesia de que Nottuln construyó una casa para su hermana, Santa Gerburgis, que se había consagrado a Dios. Muchas otras mujeres pronto se unieron a ella, y así se originó el primer monasterio en Westfalia (c. 803). Más conocido, sin embargo, es la Abadía de Werden, fundado (después de un intento fallido de establecer una casa religiosa en Wichmond en el Erft) en el c. 800 y consagrada en 804, en un terreno que el propio Ludgero había adquirido, en cumplimiento de su deseo, formado desde su estancia en Montecasino, para fundar una casa benedictina.

### Últimos años
A petición de Carlomagno, Ludgero recibió la consagración episcopal, a partir de Hildebold, Arzobispo de Colonia, el 30 de marzo de 805. Su preocupación principal era tener un clero bueno y eficiente. Educó a sus estudiantes personalmente, y en general, fue acompañado por algunos de ellos en sus viajes misioneros.
Se decía de él que sus métodos pacíficos fueron mucho más eficaces en la promoción de cristianismo que las tácticas agresivas de Carlomagno. Fue criticado durante toda su vida por gastar dinero en limosnas que deberían haberse destinado para la ornamentación de sus iglesias pero fue capaz de convencer a Carlomagno que se trataba de ningún desvío.
El Domingo de Pasión de 809, Ludgero oía Misa de buena mañana en Coesfeld. Fue a Billerbeck, donde a las nueve de nuevo predicó y dio su última misa. Esa noche, murió en paz en compañía de sus seguidores.
Surgió una controversia entre Münster y Werden por la posesión de sus restos. Su hermano Hildegrim lo pidió y previa consulta con el emperador, decidió en favor de Werden, donde las reliquias permanecen todavía. Algunos restos sin embargo, han sido llevados a Münster y Billerbeck.

## Veneración
El Vitae sucesivas, comenzando con el escrito contemporánea biográfica de Altfrid y que pasa por el Vita Secunda y Tertia Vita a la Libellus Monasteriensis de miraculis sancti Liudgeri (El Pequeño Libro de Münster sobre los milagros de San Ludgero) de 1170, demuestran el crecimiento de la leyenda. El culto parece haber permanecido en su mayoría de carácter local, y en gran parte se desvaneció en la Baja Edad Media.
San Ludgero se representa como un obispo recitando su breviario o de pie entre dos gansos (a veces descrita como cisnes). Su festividad se celebra el 26 de marzo.